# Bernard de Bury
Pour les articles homonymes, voir Bury.
Bernard de Bury (20 août 1720 - 19 novembre 1785) est un musicien, claveciniste, compositeur français de la période classique. Il naquit et mourut à Versailles.

## Biographie
Fils de Jean-Louis Bury, ordinaire de la musique du Roi, il était issu d'une famille de musiciens et apprit donc la musique encore enfant. Il publia son premier - et unique - livre de clavecin en 1737, alors qu'il n'avait que 17 ans et il le dédia à son professeur François Colin de Blamont, dont il devait épouser la nièce plus tard. Son style est très proche de celui de Couperin, et l'influence de Rameau est sensible dans quelques passages (La Pithonisse).
En 1741, il acheta la charge de Claveciniste de la Chambre de Marguerite-Antoinette Couperin, qui l'avait héritée de son père François Couperin au titre de la survivance.
La même année, il commença une carrière musicale honorable avec la représentation de sa composition Les Caractères de la Folie à l'Académie Royale de Musique, qui fut suivie par de nombreuses autres œuvres représentées pendant les fêtes données à Versailles, Sceaux, Fontainebleau, etc.

## Compositions
- Premier livre de pièces de clavecin (v. 1737) :
  - Première Suite en la
    - La Minerve
    - Sarabande, les Regrets
    - Les Grâces badines
    - La Tendre Agitation
    - Le Plaidoyer de Cithère - 1er et 2e rondeaux

- - Seconde Suite en do
    - La Belle Brune
    - Sarabande, la Prude
    - L'Enfantine
    - La Citherée

- - Troisième Suite en sol
    - Les Amusemens - 1er et 2e rondeaux
    - Sarabande, la *** ou les Sentimens
    - Premier menuet, Zéphir
    - Deuxième menuet, Flore
    - La Pithonisse
    - Loure
    - La Séduisante - 1er et 2e rondeaux et doubles

- - Quatrième suite en mi
    - La Brillante
    - La Dampiere
    - La Michelon
    - La Jeunesse
    - Chaconne

- Plusieurs cantates et motets ("De profundis")
- Les Caractères de la Folie (1743)
- Les Bergers de Sceaux
- Les Nymphes de la Seine
- La Prise de Berg-op-Zoom
- Titon et l'Aurore (1753)

## Enregistrements
- Enregistrement du Premier Livre de Pièces de Clavecin, par Luca Quintavalle, clavecin Andrea Restelli (2015) d'après P. Donzelague (1711); Brilliant Classics (2016). Notes de programme
- YouTube La Pithonisse, de la Troisième Suite, par Jory Vinikour, clavecin historique Stehlin du Musée Antoine Lécuyer de Saint-Quentin
- YouTube Chaconne de la Quatrième Suite, par Aya Hamada, clavecin David J. Way (1983)
- Enregistrement intégral par Jory Vinikour (édition BNL) sur le clavecin Stehlin (1750) du musée de Saint Quentin